# Belgische kampioenschappen veldrijden 2013
De Belgische kampioenschappen veldrijden 2013 werden gehouden in het weekend van 12 en 13 januari 2013 in Mol. 

## Wedstrijdverloop

#### Elite, mannen
Al vroeg in de wedstrijd namen 10 renners het voortouw. De jongeren Wietse Bosmans en Jim Aernouts werkten voor hun kopmannen en vielen als eersten vooraan weg. Ook Bart Aernouts en Tom Meeusen losten zodat er een kopgroep ontstond van 6 renners: Niels Albert, Sven Nys, Kevin Pauwels, Klaas Vantornout, Rob Peeters en Bart Wellens. Vantornout maakte het verschil in de loopstukken en won met een klein verschil.

## Uitslagen

#### Elite, mannen
| Plaats | Naam             | Ploeg                 | tijd    |
| ------ | ---------------- | --------------------- | ------- |
| Goud   | Klaas Vantornout | Sunweb-Napoleon Games | 1u04'12 |
| Zilver | Sven Nys         | Landbouwkrediet       |         |
| Brons  | Kevin Pauwels    | Sunweb-Napoleon Games |         |
| 4      | Niels Albert     | BKCP-Powerplus        |         |
| 5      | Rob Peeters      | Telenet-Fidea         |         |
| 6      | Bart Wellens     | Telenet-Fidea         |         |
| 7      | Bart Aernouts    | AA Drink              |         |
| 8      | Jim Aernouts     | Sunweb-Napoleon Games |         |
| 9      | Wietse Bosmans   | BKCP-Powerplus        |         |
| 10     | Tom Meeusen      | Telenet-Fidea         |         |

#### Elite zonder contract, mannen
| Plaats | Naam           | tijd |
| ------ | -------------- | ---- |
| Goud   | Kevin Cant     |      |
| Zilver | Kevin Eeckhout |      |
| Brons  | Dave De Cleyn  |      |

#### Vrouwen
| Plaats | Naam              | tijd |
| ------ | ----------------- | ---- |
| Goud   | Sanne Cant        |      |
| Zilver | Ellen Van Loy     |      |
| Brons  | Joyce Vanderbeken |      |

#### Beloften, mannen
| Plaats | Naam              | Ploeg | tijd |
| ------ | ----------------- | ----- | ---- |
| Goud   | Laurens Sweeck    |       |      |
| Zilver | Gianni Vermeersch |       |      |
| Brons  | Wout van Aert     |       |      |

#### Junioren, jongens
| Plaats | Naam            | Ploeg | tijd |
| ------ | --------------- | ----- | ---- |
| Goud   | Yannick Peeters |       |      |
| Zilver | Quinten Hermans |       |      |
| Brons  | Nicolas Cleppe  |       |      |

Kampioenschappen:  Wereldkampioenschappen · 
 Europese kampioenschappen · 
 Belgische kampioenschappen · 
 Nederlandse kampioenschappen
Klassementen:  Wereldbeker · 
 Superprestige · 
 Bpost bank trofee ·
 TOI TOI Cup ·
 Challenge national
Overig:  Soudal Classics
1910 · 
1911 · 
1912 · 
1913 · 
1914 · 
1915-1920 · 
1921 · 
1922 · 
1923 · 
1924 · 
1925 · 
1926 · 
1927 · 
1928 · 
1929 · 
1930 · 
1931 · 
1932 · 
1933 · 
1934 · 
1935 · 
1936 · 
1937 · 
1938 · 
1939 · 
1940 · 
1941 · 
1942 · 
1943 · 
1944 · 
1945 · 
1946 · 
1947 · 
1948 · 
1949 · 
1950 · 
1951 · 
1952 · 
1953 · 
1954 · 
1955 · 
1956 · 
1957 · 
1958 · 
1959 · 
1960 · 
1961 · 
1962 · 
1963 · 
1964 · 
1965 · 
1966 · 
1967 · 
1968 · 
1969 · 
1970 · 
1971 · 
1972 · 
1973 · 
1974 · 
1975 · 
1976 · 
1977 · 
1978 · 
1979 · 
1980 · 
1981 · 
1982 · 
1983 · 
1984 · 
1985 · 
1986 · 
1987 · 
1988 · 
1989 · 
1990 ·
1991 ·
1992 ·
1993 ·
1994 ·
1995 ·
1996 ·
1997 ·
1998 ·
1999 ·
2000 · 
2001 · 
2002 · 
2003 · 
2004 · 
2005 · 
2006 · 
2007 · 
2008 · 
2009 ·
2010 ·
2011 ·
2012 ·
2013 ·
2014 ·
2015 ·
2016 ·
2017 ·
2018 ·
2019 ·
2020 ·
2021 ·
2022 ·
2023 · 2024 · 2025